# 1011
| [ Edytuj tabelę ]              |                                             |
| Książę Polski                  | - 992 Bolesław I Chrobry 1025               |
| Król Angkoru                   | - 1010 Surjawarman I 1048                   |
| Król Anglii                    | - 978 Ethelred II Bezradny 1016             |
| Hrabia Aragonii i król Nawarry | - 1000 Sancho III Wielki 1035               |
| Hrabia Barcelony               | - 992 Rajmund Borrell 1017                  |
| Książę Bawarii                 | - 1005 Henryk V 1026                        |
| Książę Burgundii               | - 1004 Rudolf III 1016                      |
| Cesarz Bizancjum               | - 976 Bazyli II Bułgarobójca 1025           |
| Car Bułgarii                   | - 976 Samuel Komitopul 1014                 |
| Cesarz Chin                    | - 997 Song Zhenzong 1022                    |
| Książę Czech                   | - 1004 Jaromir 1012                         |
| Król Danii                     | - 987 Swen Widłobrody 1014                  |
| Władca Egiptu                  | - 996 Al-Hakim bi-Amr Allah 1021            |
| Król Francji                   | - 996 Robert II Pobożny 1031                |
| Król Gruzji                    | - 1001 Bagrat III 1014                      |
| Hrabia Holandii                | - 993 Dirk III 1039                         |
| Król Irlandii                  | - 1002 Brian Śmiały 1014                    |
| Cesarz Japonii                 | - 986 Ichijō 1011 - 1011 Sanjō 1016         |
| Kalif                          | - 991 Al-Kadir 1031                         |
| Hrabia Kastylii                | - 995 Sancho I Garcia 1017                  |
| Król Kastylii                  | - 1000 Sancho III 1035                      |
| Wielki książę Kijowa           | - 978 Włodzimierz I Wielki 1015             |
| Patriarcha Konstantynopola     | - 999 Sergiusz II 1019                      |
| Władca Korei                   | - 1009 Hyŏnjong 1031                        |
| Król Leónu                     | - 999 Alfons V 1028                         |
| Król Norwegii                  | - 999 Swen Widłobrody 1015                  |
| Hrabia Palatynatu              | - 994 Ezzon 1034                            |
| Papież                         | - 1009 Sergiusz IV 1012                     |
| Hrabia Portugalii              | - 1008 Alvito Nunes 1015                    |
| Książę Saksonii                | - 973 Bernard I 1011 - 1011 Bernard II 1059 |
| Król Szkocji                   | - 1005 Malcolm II 1034                      |
| Król Szwecji                   | - 995 Olof Skötkonung 1022                  |
| Doża Wenecji                   | - 1009 Otton Orseolo 1026                   |
| Król Węgier                    | - 1000 Stefan I Święty 1038                 |

Rok 1011 / MXI
stulecia: X wiek ~
XI wiek ~
XII wiek

lata: 1001 «
1006 «
1007 «
1008 «
1009 «
1010 «
1011
» 1012
» 1013
» 1014
» 1015
» 1016
» 1021

## Wydarzenia w Polsce
- wojska niemieckie spustoszyły ziemie Dziadoszan i Ślężan

## Urodzili się
- Robert I Burgundzki, książę Burgundii i hrabia Auxerre (zm. 1076)

## Zmarli
- Khuông Việt — wietnamski mistrz thiền, ur. 933.